# 바누아투의 국기

바누아투의 국기 비율 19:36

바누아투의 국기는 1980년 2월 13일에 제정되었다. 빨간색, 초록색, 검은색, 노란색은 바누아투의 독립에 기여한 바누아아쿠파티의 정당의 당기를 바탕으로 한 색이다.
빨간색은 화합을, 초록색은 국토의 풍요로움을, 검은색은 바누아투의 국민을, 노란색 Y자 형상은 태평양의 섬들을 밝게 비추는 복음서의 빛을 의미한다. 검은색 삼각형 가운데에는 노란색 멧돼지의 송곳니 안에 둘러싸여 있는 두 개의 양치류 잎이 그려져 있다. 멧돼지의 송곳니는 번영을, 두 개의 양치식물 잎은 평화를 의미한다. 양치식물 잎에 달린 39개의 작은 잎은 바누아투 의회를 구성하는 의원 39명을 의미한다.

## 색상
| 색상 | 빨강                | 초록               | 검정            | 노랑                 |
| ---- | ------------------- | ------------------ | --------------- | -------------------- |
| RGB  | 210–16–52 (#D21034) | 0–149–67 (#009543) | 0–0–0 (#000000) | 253–206–18 (#FDCE12) |

## 각 섬의 깃발

말람파주의 깃발
페나마주의 깃발
산마주의 깃발
셰파주의 깃발
타페아주의 깃발
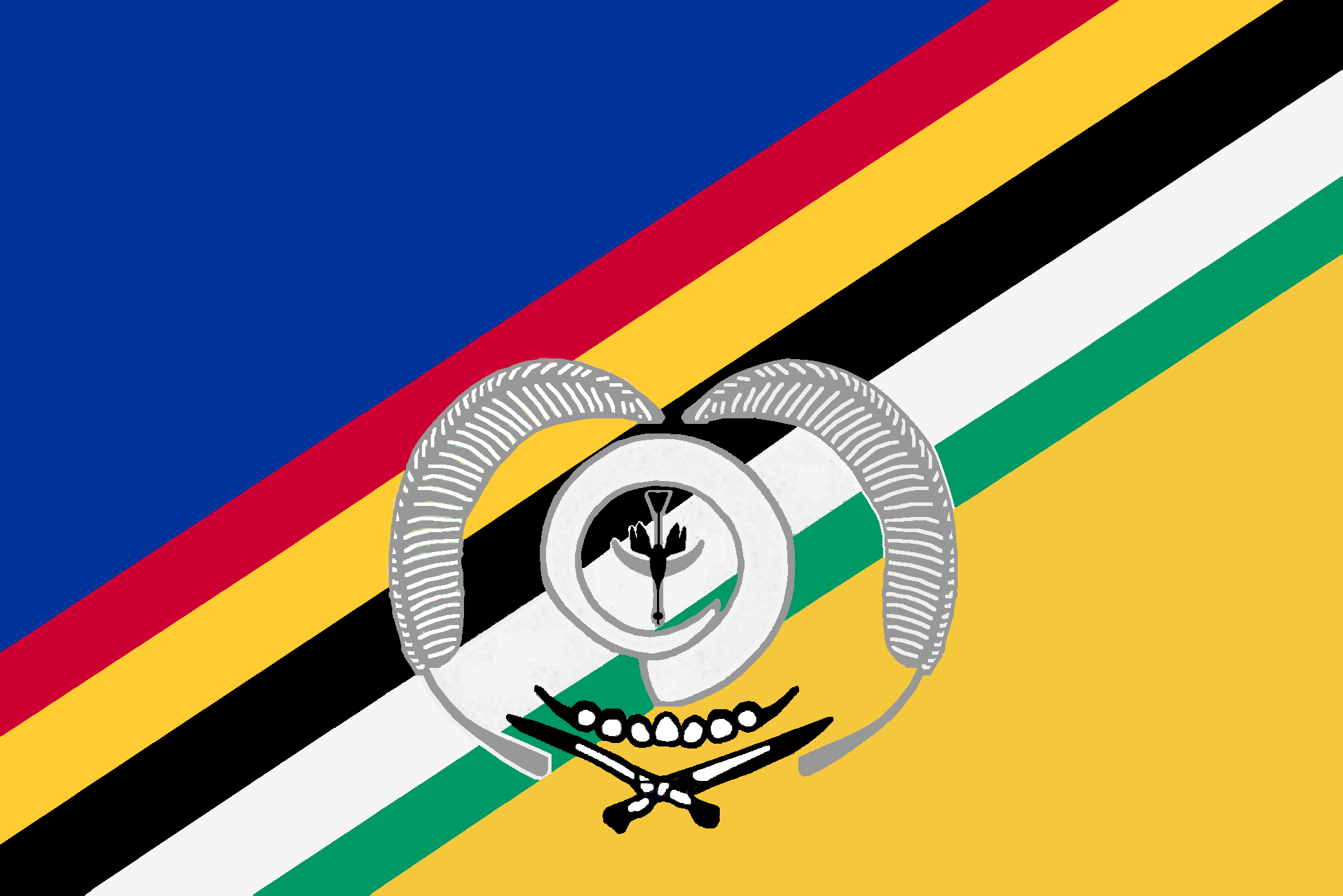
토르바주의 깃발

## 그 외의 기

바누아투의 해군기
바누아투의 대통령기

## 과거의 기

영국령 뉴헤브리디스 제도의 기 (1906~1953년)
영국령 뉴헤브리디스 제도의 기 (1953~1980년)
뉴헤브리디스 제도의 국기 (1906년-1980년)
1963년 남태평양 게임 당시 사용한 뉴헤브리디스 제도의 기
1966년 남태평양 게임 당시 사용한 뉴헤브리디스 제도의 기

## 같이 보기
- 바누아투의 국장